# Akermania spinosa
Akermania spinosa är en kräftdjursart som beskrevs av Walter E. Collinge 1919. Akermania spinosa ingår i släktet Akermania och familjen Armadillidae. Inga underarter finns listade i Catalogue of Life.